# Všechovice
Všechovice (deutsch Wschechowitz) ist eine Gemeinde in Tschechien. Sie liegt fünf Kilometer südwestlich von Kelč und gehört zum Okres Přerov.

## Geographie
Všechovice befindet sich linksseitig des Flüsschens Juhyně in der Kelečská pahorkatina (Keltscher Hügelland). Nordöstlich erhebt sich die Strážné (399 m), im Nordwesten die Hranečníky (333 m) und die Boží muka (351 m).
Nachbarorte sind Opatovice und Malhotice im Norden, Horní Těšice, Rouské und Kelč im Nordosten, Babice im Osten, Kunovice und Komárno im Südosten, Provodovice, Trávník und Osíčko im Süden, Příleský Mlýn, Drholec, Horní Újezd und Vítonice im Südwesten, Žákovice im Westen sowie Býškovice, Rakov und Paršovice im Nordwesten.

## Geschichte
Die erste schriftliche Erwähnung des Ortes erfolgte 1281 im Zusammenhang mit Dobroslaw de Wcsiechowitz. König Wenzel II. schenkte das Gut Vchechowitz 1285 der Olmützer Kirche. Ab 1317 bildete Všechovice für über 550 Jahre ein bischöfliches Lehngut. Weitere Namensformen waren Wschechowitz, Wsechowicz, Wschecowicz und Wschekowicz (1317–1320), Schechowicz und Wschechowicz (1359), Wczechowicz (1404), Všechovice und Wssiechowicz (1431), Wssechowicz (1461), Wsczechowicz (1463) und Wssechowitz (1633). Im Jahre 1385 verpfändete Wok von Krawarn seine Wschechowiczer Güter auf drei Jahre an Hereš von Rokytnice. Den Mittelpunkt des Ortes bildete zu dieser Zeit eine mächtige steinerne Feste, um die das Dorf zu wachsen begann. 1431 wurde Johann Giskra von Wssiechowicz in der Landtafel als Besitzer des Gutes Wssiechowicz intabuliert. Er hielt das Lehn bis 1446. Zwischen 1532 und 1579 besaßen die Brüder Jan und Jaroš Kunčičký von Kunčice sowie deren Nachkommen das Gut Všechovice und zugleich auch die Festen Skalička, Provodovice und Komárno. Nachfolgender Besitzer war Jiří Vlk von Konecchlumí, er verkaufte das Lehn 1583 an Jan d. Ä. Želecký von Počenice. Dieser ließ die alte Feste zu einem Renaissanceschloss umgestalten und einen herrschaftlichen Hof anlegen. Im Jahre 1653 ließen die Želecký von Počenice in Všechovice ein Schulhaus errichten. Seit 1738 werden in Všechovice Matriken geführt. Im Jahre 1791 bestand das Dorf aus 86 Häusern und hatte 583 Einwohner. 1808 erwarb Ferdinand Stucker von Weyerhof, der mit Euphemia Želecký die letzte Nachkommin des Geschlechts Želecký von Počenice geheiratet hatte, die Grundherrschaft. Dessen Sohn Franz Hubert Stücker von Weyershof erwarb 1831 das Gut Deutsch Jaßnig und fünf Jahre später noch die preußische Grundherrschaft Schillersdorf; das Gut Všechovice veräußerte er 1836 an den Grafen Belrupt-Tissac. Bis zur Mitte des 19. Jahrhunderts bildete Všechovice immer ein eigenständiges Lehngut.
Nach der Aufhebung der Patrimonialherrschaften bildete Všechovice/Wschechowitz ab 1850 eine Gemeinde in der Bezirkshauptmannschaft Holleschau. 1869 endete das Lehnsverhältnis zum Erzbistum Olmütz. Die Želecký von Počenice verkauften das Gut 1877 an das Erzbistum. Im Jahre 1880 war das Dorf auf 133 angewachsen und hatte 967 Einwohner. 1888 wurde am Dorfplatz ein neues Schulgebäude errichtet. 1910 lebten in den 136 Häusern von Všechovice 912 Personen. Das erzbischöfliche Gut wurde nach dem Zweiten Weltkrieg verstaatlicht. Nach der Aufhebung des Okres Holešov wurde die Gemeinde 1960 dem Okres Přerov zugeordnet. 1976 wurden die umliegenden Gemeinden Horní Újezd, Malhotice, Provodovice und Rouské zunächst dem Örtlichen Nationalausschuss Všechovice angeschlossen und 1983 eingemeindet. 1985 entstand eine neue Schule im Pavillonstil. Die eingemeindeten Ortschaften lösten sich mit Wirkung vom 24. November 1990 sämtlich wieder los. Im Jahre 2005 lebten in den 268 Häusern von Všechovice 880 Personen. Všechovice ist Pfarrort für Býškovice, Malhotice, Rouské, Provodovice und Komárno.

## Gemeindegliederung
Für die Gemeinde Všechovice sind keine Ortsteile ausgewiesen.

## Sehenswürdigkeiten
- Schloss Všechovice, es entstand zum Ende des 16. Jahrhunderts als Renaissancebau unter Jan d. Ä. Želecký von Počenice aus einer im 14. Jahrhundert erbauten Feste. Um 1770 erfolgte der Anbau eines barocken Flügels an den Hauptflügel. Seine heutige Gestalt erhielt das eingeschossige Bauwerk mit Mansarddach beim Umbau von 1880.
- Barocke Pfarrkirche der Hl. Dreifaltigkeit, erbaut 1756–1757 unter Václav Arnošt Želecký von Počenice

## Söhne und Töchter der Gemeinde
- Philipp Meitner (1839–1910), Schachspieler und Rechtsanwalt
- Bohuslav Fuchs (1895–1972), funktionalistischer Architekt und Stadtplaner